# Serves-sur-Rhône
Serves-sur-Rhône település Franciaországban, Drôme megyében. Lakosainak száma 737 fő (2022. január 1.). Serves-sur-Rhône Arras-sur-Rhône, Ozon, Vion, Érôme és Ponsas községekkel határos.

## Népesség
A település népessége az elmúlt években az alábbi módon változott:
| Lakosok száma | 453  | 468  | 624  | 596  | 755  | 749  | 729  | 726  | 726  | 737  |
|               | 1968 | 1982 | 1990 | 2006 | 2013 | 2015 | 2017 | 2019 | 2020 | 2022 |